# Piubega
Piubega là một đô thị tại tỉnh Mantova trong vùng Lombardia của Italia, có vị trí cách khoảng 110 km về phía đông của Milano và khoảng 20 km về phía tây bắc của Mantova. Tại thời điểm ngày 31 tháng 12 năm 2004, đô thị này có dân số 1.722 người và diện tích là 16,4 km².
Piubega giáp các đô thị: Asola, Casaloldo, Ceresara, Gazoldo degli Ippoliti, Mariana Mantovana, Redondesco.